# فانس باك
فانس باك (بالإنجليزية: Vance Buck)‏ هو شخصية أعمال أمريكي، ولد في 5 فبراير 1961 في ريتشموند في الولايات المتحدة، وتوفي في 6 يوليو 1992 في فرجينيا في الولايات المتحدة.